# Lake City (Flórida)
Lake City é a única cidade localizada no estado americano da Flórida, no condado de Columbia, do qual é sede. Foi incorporada em 1859.

## Geografia
De acordo com o United States Census Bureau, a cidade tem uma área de 32,1 km², onde 31,1 km² estão cobertos por terra e 1 km² por água.

### Localidades na vizinhança
O diagrama seguinte representa as localidades num raio de 40 km ao redor de Lake City.

## Demografia
Segundo o censo nacional de 2010, a sua população é de 12 046 habitantes e sua densidade populacional é de 386,9 hab/km². É a localidade mais populosa e mais densamente povoada do condado de Columbia. Possui 5 539 residências, que resulta em uma densidade de 177,9 residências/km².